# Biohacker
Biohacker (Biohackers) è una serie televisiva di genere thriller tecnologico creata da Christian Ditter, pubblicata su Netflix il 20 agosto 2020.

## Trama
Mia Akerlund è una studentessa di medicina all'Università di Friburgo in Brisgovia, dove conosce Jasper, studente di biologia, e Niklas, il suo coinquilino. Mia è interessata alla tecnologia di editing genomico e viene coinvolta nel mondo della sperimentazione genetica illegale. La studentessa cerca di indagare sulla causa della morte del fratello e quando scopre che gli importanti risultati della ricerca sono caduti nelle mani sbagliate, deve decidere se proteggere i suoi amici o vendicare la morte del fratello.

## Episodi
| Stagione         | Episodi | Pubblicazione originale | Pubblicazione in italiano |
| ---------------- | ------- | ----------------------- | ------------------------- |
| Prima stagione   | 6       | 2020                    | 2020                      |
| Seconda stagione | 6       | 2021                    | 2021                      |

## Personaggi e interpreti
- Emma "Mia Akerlund" Engels, interpretata da Luna Wedler.
- Professoressa Tanja Lorenz, interpretata da Jessica Schwarz.
- Niklas, interpretato da Thomas Prenn.
- Chen-Lu, interpretata da Jing Xiang.
- Lotta, interpretata da Caro Cult.
- Ole, interpretato da Sebastian Jacob Doppelbauer.
- Jasper, interpretato da Adrian Julias Tillmann.

## Produzione
Una settimana dopo la serie è stata rinnovata per una seconda stagione, uscita il 9 luglio 2021.